# Koji Arimura
Koji Arimura (有村 光史?, Arimura Koji; Prefettura di Fukuoka, 25 agosto 1976) è un ex calciatore giapponese, di ruolo difensore.